# Speedcore
Speedcore ist der Oberbegriff für die schnellsten Varianten des Hardcore Technos. In Ermangelung einer festgelegten Definition, die den langsameren Hardcore Techno vom schnelleren Speedcore abgrenzt, können die Beats per minute (BPM) als Kriterium herangezogen werden. Ein BPM-Bereich von 270 bis 500 gilt als typisch.

## Charakterisierung
Hauptmerkmal von Speedcore ist die extrem geschwindigkeitsbetonte, übersteuerte Perkussion, deren Klänge aus Drumcomputern stammen können oder gesampelt sind; weiterhin zählen Geräusche, eingängige Monologe, menschliche Laute und Schreie aus Horrorfilmen und nahestehenden Genres zu den häufigsten Beimischungen. Sehr künstlich anmutende Synthesizergeräusche und Melodie-Sequenzen, welche düster, eher selten fröhlich, Mitte der 1990er auch häufig acidlastig oder auch rockig (mit Gitarrensamples z. B. von Cannibal Corpse) klingen können, komplettieren in der Regel das Repertoire.
Die Masse aller Tracks hat eine standardmäßige Länge von drei bis fünf Minuten. Ebenso gibt es Speedcore-Tracks mit hohen rechnerischen Taktfrequenzen (z. B. über 1500 BPM), bei diesen Geschwindigkeiten sind die Rhythmen und die einzelnen Takte kaum bis gar nicht mehr voneinander unterscheidbar, da das menschliche Gehör Musiksequenzen von unter 50 ms, die sich permanent wiederholen, als kontinuierliches Geräusch wahrnimmt. „Breaks“, also das Aussetzen einzelner Drum-Sequenzen in mehr oder weniger taktgebenden Abständen, füllen dabei die Rolle des rhythmischen Elements aus, an welchem sich der Tanzende orientieren kann.

## Wortherkunft
Es ist nicht mehr eindeutig nachzuvollziehen, wann und wo der Begriff das erste Mal aufgetaucht ist, von den meisten Szene-Anhängern wird jedoch das 1997 veröffentlichte Album New York City Speedcore des US-amerikanischen Acts Disciples Of Annihilation (DOA) mit dem ersten Auftreten des Namensgebers dieser Szene verbunden. Schnelle Musik dieser Art schon länger, genannt seien Moby mit Thousand (1992) und The Sorcerer mit Summer sowie 303 Nation mit Double Speed Mayhem (beide 1993).

## Kategorisierung
Konkret ist es schwierig zum einen die Subgenres zeitlich einzuordnen, es bildeten sich u. a. musikalische Parallelen zum Grindcore aus (bspw. The Berzerker oder Acid Enema), andererseits gab es auch Experimente im Bereich Klassik, wie bei Dark Orchestra oder Speedcore Front Ost Berlin.

## Geschichte
Bereits vor der Etablierung der Genre-Bezeichnung Speedcore gab es Stücke, die versuchten, die 1.000 BpM-Marke zu erreichen, indem sie langsam steigende BpM benutzten, etwa Mobys Thousand (1993) oder Marc Acardipanes We are from Frankfurt (1993; als PCP). Thousand erhielt dafür mit bis zu 1.015 BpM einen Eintrag in das Guinness-Buch der Rekorde als Song mit dem höchsten Tempo.
Viele der heutigen Szene-Anhänger gaben an, über die Thunderdome- und Terrordrome-CD-Compilations (letztere ab 1995) in den Sog dieser Musik gerissen worden zu sein, die kein Geschwindigkeitslimit kennt. Diese wurden in Werbespots bei Musiksendern beworben und somit bekannt gemacht. Wenig später kam die CD-Reihe Braindead von Shockwave Recordings, gelegen in Bad Kreuznach mit der Verteilerfirma EFA, auf den Musik-Markt (1994). So gingen einige Platten, welche schon einem hohen Geschwindigkeitsbereich zuzurechnen waren, in Pressung, u. a. mit The Speed Freak und dessen zahlreichen Pseudonymen, E-de-Cologne oder auch B.C. Kid. In Frankfurt etablierte sich ebenfalls im Jahr 1994 das zu Planet Core Productions (PCP) gehörende Sub-Label Kotzaak Unltd. mit Künstlern wie Stickhead, Leathernecks (Lenny Dee mit Acardipane) oder Dogge Team (Acardipane). Tracks dieser Künstler erschienen auf der bereits 1990 etablierten Frankfurt-Trax-Compilation, die sie bald wesentlich mitprägten, später auch auf den Veröffentlichungen der resident-e-Reihe (2000–2004). Im Jahr 1996 erschien die Compilation Bunker Beats One, die Tracks fast aller damals etablierten Speedcore-Produzenten aus Deutschland enthielt und dem bekanntesten Genre-Club Bunker (Berlin) gewidmet war. In Berlin waren es vor allem die Gabba Nation, Alec Empire mit seinem Digital Hardcore-Projekt Atari Teenage Riot und XOL DOG 400 mit seinen Terrorcore-Stücken, die zu den herausragenden Vertretern gezählt wurden.
Während sich der niederländische Gabber von dem Streben nach anfangs ebenfalls schnellen Tracks weitgehend von höherem Tempo fernhielt, kamen vor allem in Deutschland und den USA, aber auch in Frankreich, Japan und Australien immer mehr dem Speedcore zuzurechnende Hardcore-Künstler hinzu. Label wie Bloody Fist (Australien), Industrial Strength (USA) oder Nordcore Records (Hamburg) wurden in der Zeit um 1995. Die Terrordrome-Compilations wurden ab dem Jahr 1995 (Terrordrome V) von deutschen und französischen Künstlern dominiert. Dort wurde teils die BpM-Zahl mit angegeben und relativ häufig wurden hier 250 BpM durch Projekte wie BSE DJ Team, Gangstar Toons Industry oder Bakalla erreicht. Dies galt in der Mitte der 1990er Jahre als die Grenze zum Speedcore, wobei aber auch teils noch Stücke mit mehr als 220 BpM dazu gezählt wurden.
Als Genre-Bezeichnung setzte sich der Begriff Speedcore nur allmählich durch. Zuvor und zeitgleich hatte man teils auch von Terror gesprochen, etabliert durch den Track Extreme Terror aus dem Jahr 1994 von DJ Skinhead. Zudem gab es zahlreiche andere Benennungsversuche wie Splittercore, Breakcore, Terrorcore oder Doomcore, die sich am jeweiligen Klangbild orientierten. Im deutschsprachigen Raum wurde zumeist Gabba als bewusste Abgrenzung vom Gabber benutzt. Lange Zeit firmierten allerdings alle Stücke unter dem Oberbegriff Hardcore/Gabber. Diese Begriffe haben sich heute teilweise für Subgenres (siehe unten) etabliert. Im Jahr 1996 bildete sich im Rahmen von Shockwave bzw. dessen Mutterlabel Street Trash Alliance ein Sublabel, das zu Napalm Records gehörte und Speedcore hieß. Es bestand mehr als ein Jahrzehnt lang und war maßgeblich an der Etablierung des Begriffes beteiligt. Hier veröffentlichten Künstler wie Amiga Shock Force, Bazooka oder Sonic Overkill. Auch der Track New York City Speedcore der Disciples of Annihilation (D. O. A.) förderte diese Bezeichnung. Mit der Reihe Napalm Rave etablierte sich in den Jahren 1995 bis 1998 eine weitere Compilation.
Die Zahl der Speedcore-Veröffentlichung steigt stetig an. So rechnet die Seite discogs.com knapp 1.000 Werke zwischen den Jahren 1990 und 1999 diesem Genre zu, zwischen den Jahren 2000 und 2009 waren es mehr als 2.500 Werke und von 2010 bis 2019 mehr als 5.000 Werke waren.

## Produktionen
Der Ursprung des Speedcore liegt in der (oft exzessiven) Benutzung von Drumcomputern und Perkussionssamples.
Am Beginn der Genreentwicklung benutzten die Interpreten überwiegend Tracker auf Amiga, Atari ST sowie auf PC Renoise oder OpenMPT. Sonstige bevorzugte Computerprogramme sind Ableton Live, Fruity Loops und Propellerhead Reason, außerdem N I's Reaktor und Steinbergs Cubase bzw. Nuendo spielen eine Rolle. Einige (wenige) Künstler treten auch live auf, zum Teil auch ausschließlich mit Hardware (z. B. Ekpyrosis) oder gar mit Gitarren.

## Stiltypische Tracks
- Sorcerer – Summer
- Disciples Of Annihilation – N.Y.C. Speedcore
- The Shapeshifter – Injected
- Wendy Milan – Push The Button
- DJ Jappo & DJ Lancinhouse – Trash Fucker
- Legionz Ov Hell – A Torch For Satan (In The Garden Ov Shadowz)
- DJ Totschläger – Gegen Nazis
- Bakalla – Brainstorm
- esc – Scum
- Stickhead – Your Own Death
- Interrupt Vector – Zombie Suicide Bomber
- Gabba Front Berlin – Lacrima Mosa Est
- m1dy – Tokyo Style Speedcore

## Subgenres und verwandte Musikrichtungen

### Breakcore
Breakcore war früher ein Konglomerat mit Speedcore und entwickelte sich im Laufe der Jahre zu einer vollständig autonomen Szene.

### Cybergrind
Cybergrind kombiniert Speedcore mit Grindcore, Gabber und Death Metal
Ein Beispiel ist die Band The Berzerker.

### Frenchcore
Eine Stilrichtung, die viele Ähnlichkeiten mit dem Terror aufweist, jedoch sich in dem Merkmal unterscheidet, dass im Frenchcore öfter ruhigere Parts auftreten, in welchen Melodien vorgestellt oder Vocals gespielt werden. Üblicherweise ist das Tempo zwischen 180 und 240 BPM.
Produzenten sind u. a.:
- Radium, Sefa, Ketanoise[10], DJ Japan, Dr. Peacock[11], Androgyn Network und The Speed Freak, Laurent Hô.

### Noizecore
Noizecore (auch „Noize“, nach dem Musikgenre Noise) forciert den chaotischen und unstrukturierten Charakter von Speedcore. Zusammenhänge sind für das menschliche Ohr manchmal kaum mehr erkennbar. Der Reiz darin liegt im Experimentieren und Entdecken neuer Klangerzeugungs- und Klangverfremdungsverfahren. Die Verwandtschaft besteht, weil es eine Übergangsregion gibt, in der man von Speedcore zu Noize kommt oder umgekehrt.
- Beispiele: DJ Freak, Nihil Fist, Passenger Of Shit, HartNoise, Merzbow, The Grey Wolves, Government Alpha.

### Splitter
Hierbei handelt es sich, gemeinsam mit Cybergrind, um die schnellsten Varianten des Speedcore.
Häufig klingt die Musik dabei so schnell, dass die ursprünglichen Bässe wie andere homogene Geräusche wirken. Der Gesamteindruck liefert dann ein akustisches Bild, das bei höhenlastigen Passagen wie zersplitterndes Glas klingt – daher der Ursprung des Namens Splitter. Mittlerweile wird die Musik direkt in diesen Geschwindigkeiten produziert, d. h. jenseits der 600 bpm. Dies gilt als Grenze zum Splitter, wobei es auch vorher schon ähnlich schnelle Musik gab, diese jedoch kein größeres Publikum ansprach und daher auch keine eigene Bezeichnung bekam – im Grunde hat also der Begriff Splitter den Begriff Speedcore abgelöst, um der Geschwindigkeitssteigerung auch einen sichtbaren Charakter zu verleihen.

### Terror
Terror klingt ähnlich wie Gabber, nur wurde erst genannter Begriff aus dem niederländischen Raum über z. B. die This-is-Terror-CD-Reihe mit einer Musik verknüpft, die industriell (klanglich verschmutzt), relativ monoton und düster klingt. Die Abgrenzung zum Gabba findet zum einen kulturell statt, da dieser Begriff in Berlin erst generell für Hardcore gebraucht wurde und später etwas differenzierter auf härteren Berliner Gabber bezogen wurde. Zeitlich kann man beides ebenso trennen, da Terror eng verknüpft mit Frenchcore auftrat und Gabba zu diesem Zeitpunkt tendenziell schon ein abgenutzter Begriff war. Weiterhin gab es Gabba-Partys mit BPM-Limit, was eine Abgrenzung zum immer schneller werdenden Speedcore erzwingen sollte. Musiktechnisch ist es schwieriger zu trennen, die klanglichen Attribute überschneiden sich stark, wobei das Industrielle an diesem Subgenre wohl entscheidend hervortritt.